# Overtoun Bridge
Il ponte di Overtoun è un ponte ad arco situato sull'Overtoun Burn nei pressi della Overtoun House del sobborgo di Milton a Dumbarton, nel Dunbartonshire Occidentale in Scozia.
Completato nel 1895 su progetto dell'ingegnere Henry Ernest Milner il ponte ha attirato l'attenzione dei media a causa dei frequenti e misteriosi suicidi di cani, ragion per cui è stato ribattezzato anche "Ponte dei cani suicidi". Insieme all'Overtoun House rientra tra i monumenti classificati della Scozia nella categoria B.

## Storia
Nel 1859 una fattoria fu acquistata in quest'area dall'industriale James White, che realizzò tre anni dopo la Overtoun House. Quando White morì nel 1884 suo figlio, John Campbell White, ereditò l'intera tenuta e pianificò di espanderla ulteriormente verso la tenuta di Garshake, acquistata nel 1893, superando un profondo burrone attraverso un ponte commissionato all'ingegnere civile Henry Ernest Milner.
I lavori iniziarono presumibilmente nel 1893 e si conclusero il 7 giugno 1895, sebbene sull'ultima pietra sia stato erroneamente inciso 5 giugno 1895.

## Descrizione
Si compone di tre archi: un grande arco centrale che abbraccia una profonda valle in fondo alla quale scorre l'Overtoun Burn, fiancheggiato ad ogni lato, da archi più piccoli per il passaggio dei pedoni sotto il ponte.

## Controversie

### Tragedie
I primi fenomeni relativi a "suicidi" di cani risalgono al decennio 1950-1960 quando alcuni cani, prevalentemente di razza Collies, si gettarono dal ponte senza una ragione apparente. Le uniche cose che avevano in comune questi cani erano il fatto che saltassero tutti dallo stesso punto del ponte e che erano tutti cani con il muso lungo.
Secondo l'Huffington Post, dal 1950 sarebbero almeno 600 i cani gettatisi dal ponte.
Nell'ottobre 1994 Kevin Moy ha gettato il proprio figlio neonato dal ponte perché credeva che fosse l'incarnazione del diavolo. Egli tentò poi di suicidarsi diverse volte, prima tentando di gettarsi dal ponte e poi tagliandosi i polsi.

#### Indagini e possibili spiegazioni
Appena il fenomeno inspiegabile dei suicidi di cani riscontrò l'attenzione dei media internazionali, la RSPB inviò sul luogo un esperto nel comportamento degli animali, David Sexton, per indagare sulle cause del perché i cani si uccidono a Overtoun Bridge.
Il dottor David Sands, psicologo per cani, ha esaminato la vista, l'olfatto e fattori sonori presenti sul luogo ed ha concluso che i cani, attratti dall'odore delle urine dei maschi di visone, si lanciano al loro inseguimento saltando giù dal ponte. Anche il professor Peter Neville della Ohio University e Sexton concordano con questa teoria.
Tuttavia nel 2014 un cacciatore locale, John Joyce, che ha vissuto nella zona per oltre 50 anni, ha smentito tale affermazione dicendo che nel luogo non vivono visoni.
Altri esperti hanno ipotizzato che i suicidi siano causati da un suono udibile solo agli animali ma nessuna prova al riguardo è stata mai trovata.
Naturalmente nel corso degli anni alla cosa sono state anche date alcune spiegazioni che sfociano nel paranormale come quella che afferma che l'Overtoun Bridge sarebbe un luogo di passaggio tra il mondo dei vivi e quello dei morti o quella che vuole responsabile del fenomeno uno spirito noto come la "Dama Bianca di Overtoun".
Ancora oggi è un mistero la motivazione che spinge i cani a gettarsi dal ponte e per questo è stato posto all'inizio del ponte un cartello che dice "Ponte pericoloso. Si prega di tenere i vostri cani al guinzaglio".